# Henryk Likowski

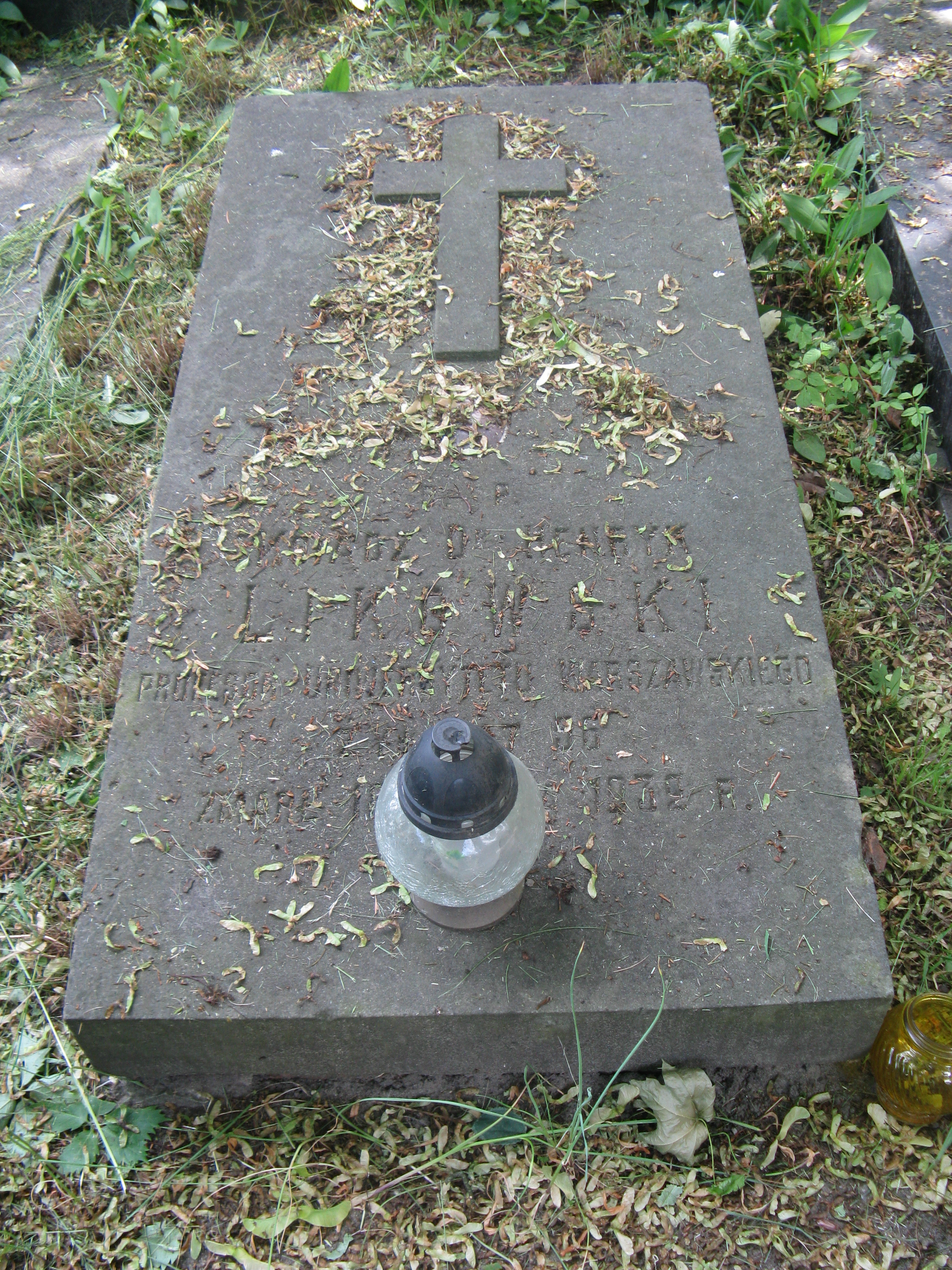
Grób Henryka Likowskiego na cmentarzu Powązkowskim

Henryk Walenty Likowski (ur. 9 stycznia 1876 w Michorzewku, zm. 18 marca 1932 w Warszawie) – polski historyk Kościoła, duchowny katolicki, profesor Uniwersytetu Warszawskiego.

## Życiorys
Syn Juliana i Anny Połczyńskiej, bratanek prymasa Edwarda Likowskiego. Uczył się w gimnazjum w Trzemesznie, później w Poznaniu, gdzie zdał maturę. W 1895 rozpoczął studia w Seminarium Duchownym w Poznaniu, naukę kontynuował w Münster i Wrocławiu. W 1899 odebrał święcenia kapłańskie. Doktorat obronił na Uniwersytecie Poznańskim w 1922, trzy lata później uzyskał habilitację na Uniwersytecie Lwowskim. 13 grudnia August Hlond mianował go profesorem zwyczajnym historii Kościoła w Poznańskim Seminarium Duchownym. Od 1927 wykładał historię Kościoła na Wydziale Teologicznym Uniwersytetu Warszawskiego. Ogłosił wiele prac historycznych, był członkiem Towarzystwa Miłośników Historii w Poznaniu oraz jednym z członków założycieli Towarzystwa Miłośników Miasta Poznania. Publikował również artykuły dotyczące bibliotekarstwa; w latach 1919–1927 pracował w Bibliotece Uniwersytetu Poznańskiego, m.in. w charakterze kustosza i zastępcy dyrektora. Pochowany na cmentarzu Powązkowskim (kwatera 117-6-24). 

## Wybrane publikacje
- Kwestya Unii Kościoła Wschodniego z Zachodnim na soborze konstancjeńskim, „Przegląd Kościelny” 8 (1905), s.510-519; 9 (1906), s.7-20, s. 168-186.